# كيرلي راي كلاين
كيرلي راي كلاين (بالإنجليزية: Curly Ray Cline)‏ هو عازف كمان ‏ أمريكي، ولد في 10 يناير 1923، وتوفي في 19 أغسطس 1997.

## وصلات خارجية
- كيرلي راي كلاين على موقع ميوزك برينز (الإنجليزية)
- كيرلي راي كلاين على موقع ديسكوغز (الإنجليزية)